# ورنس سوس دون
ورنس سوس دون (به فرانسوی: Varennes-sous-Dun) یک کمون در فرانسه است که در بورگوین واقع شده‌است.

## خصوصیات
ورنس سوس دون ۱۷٫۷۶ کیلومترمربع مساحت و ۶۴۶ نفر جمعیت دارد و ۳۰۰ متر بالاتر از سطح دریا واقع شده‌است.